# Lidoríki
Lidoríki (grec moderne : Λιδωρίκι) est une localité située dans le dème de Doride, dans le district régional de Phocide, dans la périphérie de Grèce-Centrale, en Grèce.
Selon le recensement de 2021, elle compte 531 habitants.
Sa superficie est de 409,577 km2 couvrant près d'un cinquième de la Phocide. Lidoríki est construit sur les pentes occidentales du mont Giona (en), dans la vallée de la rivière Mórnos. Il est situé au centre des montagnes de Doride. 